# クラブメッド北海道サホロ
クラブメッド北海道サホロ（ClubMed Hokkaido Sahoro）は、北海道上川郡新得町にあるリゾート。サホロリゾートにある。

## 沿革
- 1983年（昭和58年）：「狩勝コンチネンタルホテル」オープン[1]。
- 1984年（昭和59年）：地中海クラブ（現在のクラブメッド）が西武セゾングループ（セゾングループ）と提携してSCMレジャー開発設立[2]。
- 1986年（昭和61年）：新得町へのバカンス村設置を表明[2]。日本国内29候補地から「スキー場に最適」「十勝管内はヨーロッパ的イメージで明るい」「本州に見られる閉鎖性がない、石勝線により千歳・帯広の両空港の利用が出来る」といった理由から選定された[3]。
- 1987年（昭和62年）：日本国内初（世界107ヶ所目）のバカンス村「クラブメッド・サホロ」として開業[2][4]。エス・シー・エムが運営[5]。
- 2011年（平成23年）：夏季営業休止し[6]、冬季からオープン[7]。
- 2015年（平成27年）：夏季営業再開[8]。
- 2017年（平成29年）：「クラブメッド北海道トマム」オープンに伴い、「クラブメッド北海道サホロ」と改称。

## 施設
- メインレストラン「DAICHI」
- スペシャリティレストラン「MINA MINA」
- バー「WAKKA」
- 客室
  - クラブルーム (27 m² - 37 m²)
  - デラックスルーム (29 m² - 37 m²)
  - スイートルーム (64 m²)
- シアター
- 会議室
- 室内温水プール
- フィットネスセンター
- カナディアンバス
- サウナ
- ジャグジー
- 大浴場
- クラブメッド・スパ「Pirka」（ピリカ）
- オプショナルツアーデスク
- ブティック
- ランドリー

## キッズプログラム
- クラブメッド・プティクラブ
- ミニクラブ・クラブメッド
- ジュニアクラブ・クラブメッド（学校の長期休暇中に開催）
- パジャマクラブ

## アクティビティ
夏期
- 空中ブランコ、サーカス
- フィットネスレッスン
- ゴルフレッスン
- テニスレッスン
- バスケットボール
- サッカー
- スカッシュ
- アーチェリー
- バレーボール
- ヨガ
- アクアフィットネス
- パークゴルフ
- バンジーバウンス
- フットサル
- ゴルフ

冬期
- フィットネスレッスン
- スキー
- スノーボード
- バドミントン
- 卓球
- ヨガ
- スカッシュ
- ストレッチ